# Казачья Пелетьма
Казачья Пелетьма — село в Лунинском районе Пензенской области. Входит в состав Ломовского сельсовета.

## География
Село находится в северной части Пензенской области, на расстоянии примерно 22 км (по прямой) к северо-востоку от Лунино, административного центра района.

### Часовой пояс
Село Казачья Пелетьма, как и вся Пензенская область, находится в часовой зоне МСК (московское время). Смещение применяемого времени относительно UTC составляет +3:00.

## Население
| 1710  | 1717  | 1782  | 1864  | 1877  | 1897  | 1910  |
| ----- | ----- | ----- | ----- | ----- | ----- | ----- |
| 1946  | ↘877  | ↗1526 | ↘1059 | ↗1266 | ↗1646 | ↗1888 |
| 1926  | 1930  | 1959  | 1970  | 1979  | 1989  | 1996  |
| ↘1833 | ↘1768 | ↘1591 | ↘1232 | ↘821  | ↘504  | ↗544  |
| 2002  | 2010  |       |       |       |       |       |
| ↘528  | ↘421  |       |       |       |       |       |

### Национальный состав
Согласно результатам переписи 2002 года, в национальной структуре населения русские составляли 97 % из 528 чел.